# Комиссарово (Тверская область)
Комиссарово — деревня в Оленинском муниципальном округе Тверской области России. До 2019 года входила в состав ныне упразднённого Гришинского сельского поселения.

## География
Деревня находится в юго-западной части Тверской области, в зоне хвойно-широколиственных лесов, при автодороге 28Н-1140, на расстоянии примерно 7 километров (по прямой) к югу от Оленина, административного центра округа. Абсолютная высота — 231 метр над уровнем моря.

### Часовой пояс
Деревня Комиссарово, как и вся Тверская область, находится в часовой зоне МСК (московское время). Смещение применяемого времени относительно UTC составляет +3:00.

## Население
| 2010 |
| ---- |
| 69   |

### Национальный состав
Согласно результатам переписи 2002 года, в национальной структуре населения русские составляли 79 % из 102 чел.